# Makak orientalny
Makak orientalny, lapunder, makak lapunder (Macaca nemestrina) – gatunek ssaka naczelnego z podrodziny koczkodanów (Cercopithecinae) w obrębie rodziny koczkodanowatych (Cercopithecidae).

## Taksonomia
Gatunek po raz pierwszy zgodnie z zasadami nazewnictwa binominalnego opisał w 1766 roku szwedzki przyrodnik Karol Linneusz, nadając mu nazwę Simia nemestrina. Miejsce typowe to Sumatra, w Indonezji. Linneusz swój opis oparł na „The Pig-tailed Monkey” George’a Edwardsa z 1758 roku; tym osobnikiem był młody samiec trzymany w niewoli, przywieziony z Sumatry do Anglii brytyjskim okrętem wojennym i zakupiony później przez Edwardsa. Nie wiadomo, czy zachował się okaz typowy.
M. nemestrina ma charakterystyczną hełmowatą i tępo zakończoną żołądź prącia, której powierzchnia stanowi 60–89% długości, co spowodowało przypisanie tego gatunku do różnych grup gatunkowych makaków. M. nemestrina należy do grupy gatunkowej silenus. Macaca leonina i M. pagensis były we wcześniejszych ujęciach systematycznych traktowane jako podgatunki M. nemestrina. Rozmieszczenie M. nemestrina i M. leonina na półwyspowej części Tajlandii (między 8°N a 9°N) na południowym krańcu przesmyku Kra jest zbieżne, a na wyspach Phuket i Yao Yai doszło do ograniczonej hybrydyzacji obydwu gatunków. Skamieniałości ze środkowego plejstocenu odnoszące się do rodzaju Macaca zostały zebrane we wschodniej części Jawy i mogą być skamieniałościami przodków żyjących M. nemestrina, co może sugerować, że przodek M. nemestrina i M. leonina (tzw. „makaki o świńskich ogonach”) zamieszkiwał Jawę w plejstocenie, a następnie stał się lokalnie wymarły, podobnie jak inne ssaki, w tym naczelne siamang wielki (Symphalangus syndactylus) i orangutan (Pongo). Prehistoryczne skamieniałości holoceńskie, zebrane na Półwyspie Malajskim i Sumatrze, datowane na ostatnie 10 000 lat, sugerują większą liczebność M. nemestrina w zachodniej części obszaru Archipelagu Sundajskiego niż obecnie tam występującą. Ląd sundajski został odsłonięty podczas ostatniego maksimum lodowcowego około 18 000 lat temu. Morfologiczne podobieństwo cechuje obecnie rozdzielone populacje wyspiarskie i półwyspowe.
Autorzy Illustrated Checklist of the Mammals of the World uznają ten takson za gatunek monotypowy.

### Etymologia
- Macaca: port. macaca, rodzaj żeński od macaco „małpa”; Palmer sugeruje, że nazwa ta pochodzi od słowa Macaquo oznaczającego w Kongu makaka i została zaadoptowana przez Buffona w 1766 roku[23].
- nemestrina: w mitologii rzymskiej Nemestrinus był bogiem gajów[24].

## Zasięg występowania
Makak orientalny występuje na obszarze Archipelagu Sundajskiego od depresji Surat Thani—Krabi w półwyspowej części Tajlandii na południowy wschód przez Półwysep Malajski, Sumatrę, Bangka i Borneo; najwyraźniej gatunek rodzimy dla przybrzeżnych wysp Penang (zachodnie wybrzeże Półwyspu Malajskiego), Tioman (wschodnie wybrzeże Półwyspu Malajskiego) i Batam (Archipelag Riau przy południowym krańcu Półwyspu Malajskiego); być może został wprowadzony na inne przybrzeżne wyspy.

## Morfologia
Długość ciała (bez ogona) samic 43,4–57,6 cm, samców 53,2–73,8 cm, długość ogona samic 13–25 cm, samców 16–24 cm; masa ciała samic 5,4–7,6 kg, samców 10–13,6 kg. Ogon cienki i zawsze zakręcony; krótkie bokobrody i mała bródka.

## Ekologia
Tworzą grupy od 15 do 40 osobników. Prowadzą nadrzewny tryb życia, na ziemię schodzą w przypadku niebezpieczeństwa. Wykonują charakterystyczny powitalny grymas twarzy.

## Status
W Czerwonej księdze gatunków zagrożonych Międzynarodowej Unii Ochrony Przyrody i Jej Zasobów został zaliczony do kategorii EN (ang. endangered ‘zagrożony’). Populacja w 1975 roku liczyła 45 000 osobników; na Borneo gatunek prawie zaniknął. Udomowiany i używany do zrywania orzechów kokosowych w niektórych okolicach.